# 白真弓肥太右エ門
白真弓 肥太右エ門（しらまゆみ ひだえもん、文政12年（1829年） - 明治元年11月9日（1868年12月22日））は、飛騨国大野郡（現在の岐阜県大野郡白川村）出身の浦風部屋所属の元大相撲力士。最高位は西前頭筆頭。本名は東屋 勇吉（後に奥右衛門）。体格は208cm、150kg。

## 略歴
嘉永5年（1852年）25歳の時に高山陣屋地役人指田孝勝の勧めで江戸へ出て浦風部屋に入門する。
嘉永6年（1853年）11月場所に初土俵（東張出前頭）を踏む。慶応2年（1866年）に年寄浦風を襲名し、11月場所からは浦風 林右エ門の名で現役を続ける。
現役当時、相撲の実力とは別に、恵まれた体格が売り物となって大衆に注目されたという。
明治元年（1868年）11月9日、現役中に死去。

## その他
嘉永7年（1854年）、ペリー来航時に黒船に親善で訪問。この時、五斗俵を一度に12俵担ぎ上げ、日米両方から賛辞を受ける。後年残った絵画には背中に7俵、首に1俵、両腕に各2俵括り付けている様子が描かれている。
直接は関係ないが、岐阜県飛騨市古川町の酒造会社が、白真弓肥太右エ門にちなんだ清酒を販売している。

## 主な成績
- 幕内成績：58勝123敗17分71休5預
- 幕内在位：30場所

### 場所別成績
| 1853年 | x                        | 東張出前頭8枚目 0–0–10   |
| 1854年 | 東張出前頭8枚目 0–0–10   | 西前頭8枚目 1–4–4 1分    |
| 1855年 | 東前頭8枚目 – 興行中止   | x                        |
| 1856年 | 東前頭7枚目 4–5–1        | 東前頭8枚目 3–6–1        |
| 1857年 | 東前頭8枚目 1–7          | 東前頭8枚目 7–2–1        |
| 1858年 | 東前頭7枚目 4–3–1 2分    | 西前頭6枚目 – 興行中止   |
| 1859年 | 西前頭4枚目 2–6–1 1分    | 西前頭5枚目 2–6–1 1分    |
| 1860年 | 西前頭4枚目 1–7–1 1分    | 西前頭2枚目 2–4 1預      |
| 1861年 | 西前頭3枚目 1–6–3        | 西前頭筆頭 4–3–2 1分     |
| 1862年 | 西前頭筆頭 3–4–2 1預     | 西前頭筆頭 1–6–2 1分     |
| 1863年 | 西前頭2枚目 1–7–2        | 西前頭4枚目 2–4–1 1分1預 |
| 1864年 | 西前頭4枚目 5–1–3 1分    | 西前頭4枚目 1–5–3 1預    |
| 1865年 | 東前頭3枚目 2–5–1 2分    | 東前頭3枚目 2–4–3        |
| 1866年 | 東前頭3枚目 2–4–1 2分1預 | 東前頭2枚目 3–4–1 2分    |
| 1867年 | 東前頭2枚目 0–7–2 1分    | 東前頭2枚目 2–6–2        |
| 1868年 （明治元年） | 東前頭3枚目 2–7–1        | 東前頭3枚目 引退 0–0–10  |
| 各欄の数字は、「勝ち-負け-休場」を示す。 優勝 引退 休場 十両 幕下 三賞：敢=敢闘賞、殊=殊勲賞、技=技能賞 その他：★=金星 番付階級：幕内 - 十両 - 幕下 - 三段目 - 序二段 - 序ノ口 幕内序列：横綱 - 大関 - 関脇 - 小結 - 前頭（「#数字」は各位内の序列） |                          |                          |

## 四股名変遷
- 白真弓 肥太右エ門（しらまゆみ ひだえもん）1853年11月場所 - 1858年正月場所
- 燧洋 荒五郎（ひうちなだ あらごろう）1858年11月場所 - 1861年2月場所
- 駒ヶ嶽 峰五郎（こまがたけ みねごろう）1861年10月場所 - 1862年3月場所初日
- 白真弓 峰五郎（しらまゆみ -）1862年3月場所2日目 - 千秋楽
- 白真弓 肥太右エ門（- ひだえもん）1862年11月場所 - 1866年3月場所
- 浦風 林右エ門（うらかぜ りんえもん）1866年11月場所 - 1868年11月場所